# Ведринское
Ве́дринское (бел. Ве́дрынскае) — озеро в Городокском районе Витебской области Белоруссии. Относится к бассейну реки Овсянка, протекающей через озеро.

## Описание
Озеро Ведринское располагается в 36 км к северо-востоку от города Городок, между деревнями Двухполье и Селезни. Через озеро в продольном направлении протекает река Овсянка, выше и ниже по течению которой находятся озёра Тиосто и Алексеевское соответственно.
Площадь зеркала составляет 0,22 км², длина — 0,75 км, наибольшая ширина — 0,44 км. Длина береговой линии — 2,25 км. Наибольшая глубина — 1,5 м, средняя — 0,9 м. Объём воды в озере — 0,2 млн м³. Площадь водосбора — 432 км².
Котловина относится к остаточному типу и имеет форму овала, вытянутого с запада на восток. Склоны высотой 2—3 м, пологие, песчаные и суглинистые, покрытые лесом, на севере и юго-западе распаханные. Береговая линия относительно ровная. Берега преимущественно низкие, песчаные, местами торфянистые, поросшие кустарником, на востоке и юге частично заболоченные. Вдоль берегов формируются сплавины. Озеро окружено поймой шириной 500—600 м. Дно плоское, покрытое кремнезёмистым сапропелем.
Минерализация воды составляет 140 мг/л, прозрачность — 1,5 м (почти до дна). Озеро проточное, однако обладает дистрофным режимом насыщения.
Водоём существенно зарастает. В воде обитают карась, линь, окунь, плотва, щука, краснопёрка, лещ и другие виды рыб. По берегам проживают бобры.